# Giro delle Fiandre 1984
Il Giro delle Fiandre 1984, sessantottesima edizione della corsa, fu disputato il 1º aprile 1984, per un percorso totale di 268 km. Fu vinto dall'olandese Johan Lammerts, al traguardo con il tempo di 6h45'47" alla media di 39,627 km/h.
Partenza a Sint-Niklaas con 181 ciclisti di cui 40 portarono a termine il percorso.

## Ordine d'arrivo (Top 10)
| Pos. | Corridore              | Squadra    | Tempo    |
| ---- | ---------------------- | ---------- | -------- |
| 1    | Johan Lammerts         | Panasonic  | 6h45'47" |
| 2    | Sean Kelly             | Skil-Sem   | a 25"    |
| 3    | Jean-Luc Vandenbroucke | La Redoute | s.t.     |
| 4    | J.-P. Vandenbrande     | Splendor   | s.t.     |
| 5    | Rudy Matthijs          | Splendor   | s.t.     |
| 6    | Ludo De Keulenaer      | Panasonic  | s.t.     |
| 7    | Gregor Braun           | La Redoute | a 44"    |
| 8    | Luc Colyn              | Safir      | a 49"    |
| 9    | Rudy Rogiers           | Splendor   | s.t.     |
| 10   | Eric Vanderaerden      | Panasonic  | s.t.     |